# 腾越州
腾越州，元朝时设置的州。
至元十一年（1274年）改腾冲府置，治所在腾越县（今云南省腾冲县）。辖境相当今云南省高黎贡山、怒山以西，尖高山以东以南地区。二十五年废。明朝，嘉靖三年（1524年）复置。属永昌军民府。清朝嘉庆二十四年（1819年），升腾越直隶厅。 